# Derby de Kanagawa
La rivalité entre le Kawasaki Frontale et le Yokohama F. Marinos, appelée également derby de Kanagawa, oppose les deux principaux clubs de football de la préfecture de Kanagawa, au Japon. Le Frontale évolue au Stade d'athlétisme de Todoroki tandis que le Yokoham F. Marinos évolue au Stade Nissan, un de plus grand stades japonais en termes de capacité et qui a notamment accueilli la finale de la Coupe du monde de football 2002.

## Origines de la rivalité
Les villes de Kawasaki et de Yokohama ne se situent qu'à environ 15 kilomètres de distance dans la préfecture de Kanagawa, au sud de Tokyo. Depuis la création de la J.League en 1992, le Yokohama F. Marinos a toujours évolué en première division. Ce ne fut pas le cas du Kawasaki Frontale qui y évolue depuis 2005.

## Liste de rencontres

### Confrontations en matchs officiels
| #  | Date              | Compétition                                | Lieu                                 | Résultat    | Buteur(s) pour Kawasaki                                             | Buteur(s) pour Yokohama                                           | Spectateurs | Réf.    |
| -- | ----------------- | ------------------------------------------ | ------------------------------------ | ----------- | ------------------------------------------------------------------- | ----------------------------------------------------------------- | ----------- | ------- |
| 1  | 17 mai 2000       | J League (13e journées)                    | Stade NHK Spring Mitsuzawa, Yokohama | YM 4 - 1 KF | Pedrinho 7e                                                         | Edmílson Matias 8e 23e · Daisuke Tonoike 75e · Kunio Nagayama 81e | 8 951       | Rapport |
| 2  | 23 novembre 2000  | J League (29e journées)                    | Stade Todoroki, Kawasaki             | KF 1 - 0 YM | Akira Konno 98e                                                     |                                                                   | 10 245      | Rapport |
| 3  | 8 août 2001       | Coupe de la Ligue (1/4 de finale) (aller)  | Stade NHK Spring Mitsuzawa, Yokohama | YM 3 - 0 KF |                                                                     | Yoshiharu Ueno 15e · Akihiro Endō 43e 67e                         | 7 249       | Rapport |
| 4  | 29 août 2001      | Coupe de la Ligue (1/4 de finale) (retour) | Stade Todoroki, Kawasaki             | KF 0 - 2 YM |                                                                     | Marco Brito 6e 50e                                                | 6 115       | Rapport |
| 5  | 28 avril 2005     | J League (8e journées)                     | Stade Todoroki, Kawasaki             | KF 2 - 1 YM | Marcus 28e · Masaru Kurotsu 49e                                     | Daisuke Nasu 72e                                                  | 12 795      | Rapport |
| 6  | 24 août 2005      | J League (20e journées)                    | Stade Nissan, Yokohama               | YM 0 - 2 KF | Marcus 39e · Kengo Nakamura 64e                                     |                                                                   | 19 219      | Rapport |
| 7  | 10 décembre 2005  | Coupe du Japon (1/8 de finale)             | Stade NHK Spring Mitsuzawa, Yokohama | YM 2 - 3 KF | Hulk 24e 73e · Kengo Nakamura 97e                                   | Tatsuhiko Kubo 68e 89e                                            | 8 155       | Rapport |
| 8  | 12 août 2006      | J League (17e journées)                    | Stade Todoroki, Kawasaki             | KF 1 - 1 YM | Kazuki Ganaha 16e                                                   | Hayuma Tanaka 2e                                                  | 20 144      | Rapport |
| 9  | 9 septembre 2006  | J League (22e journées)                    | Stade Nissan, Yokohama               | YM 1 - 2 KF | Marcão 51e · Juninho 58e                                            | Ryuji Kawai 84e                                                   | 22 769      | Rapport |
| 10 | 3 mai 2007        | J League (9e journées)                     | Stade Nissan, Yokohama               | YM 2 - 1 KF | Magnum 77e                                                          | Hideo Ōshima 4e · Koji Yamase 66e                                 | 33 498      | Rapport |
| 11 | 15 août 2007      | J League (20e journées)                    | Stade Todoroki, Kawasaki             | KF 1 - 2 YM | Jong Tae-se 85e                                                     | Hideo Ōshima 36e · Koji Yamase 62e                                | 18 095      | Rapport |
| 12 | 10 octobre 2007   | Coupe de la Ligue (Demi-finale) (aller)    | Stade Nissan, Yokohama               | YM 1 - 2 KF | Juninho 8e 59e                                                      | Yukihiro Yamase 41e                                               | 11 181      | Rapport |
| 13 | 13 octobre 2007   | Coupe de la Ligue (Demi-finale) (retour)   | Stade Todoroki, Kawasaki             | KF 4 - 2 YM | Hiroki Ito 20e · Jong Tae-se 23e · Juninho 35e · Masaru Kurotsu 90e | Hideo Ōshima 7e · Daisuke Sakata 37e                              | 15 948      | Rapport |
| 14 | 6 juillet 2008    | J League (15e journées)                    | Stade Todoroki, Kawasaki             | KF 2 - 1 YM | Kazuki Ganaha 10e · Juninho 89e                                     | Koji Yamase 42e                                                   | 17 993      | Rapport |
| 15 | 23 septembre 2008 | J League (26e journées)                    | Stade Nissan, Yokohama               | YM 1 - 1 KF | Yūji Nakazawa 72e (csc)                                             | Yūji Nakazawa 42e                                                 | 21 096      | Rapport |
| 16 | 2 mai 2009        | J League (9e journées)                     | Stade Nissan, Yokohama               | YM 2 - 1 KF | Kengo Nakamura 87e                                                  | Koji Yamase 21e · Daisuke Sakata 44e                              | 28 016      | Rapport |
| 17 | 2 septembre 2009  | Coupe de la Ligue (Demi-finale) (aller)    | Stade Todoroki, Kawasaki             | KF 2 - 0 YM | Jong Tae-se 15e · Juninho 57e                                       |                                                                   | 11 850      | Rapport |
| 18 | 6 septembre 2009  | Coupe de la Ligue (Demi-finale) (retour)   | Stade Nissan, Yokohama               | YM 1 - 1 KF | Juninho 89e                                                         | Koji Yamase 68e                                                   | 16 467      | Rapport |
| 19 | 4 octobre 2009    | J League (28e journées)                    | Stade Todoroki, Kawasaki             | KF 2 - 0 YM | Hiroyuki Taniguchi 74e · Renatinho 83e                              |                                                                   | 19 951      | Rapport |
| 20 | 15 novembre 2009  | Coupe du Japon (1/8 de finale)             | Stade Nissan, Yokohama               | YM 1 - 2 KF | Juninho 32e · Takuro Yajima 85e                                     | Koji Yamase 57e                                                   | 10 120      | Rapport |
| 21 | 20 mars 2010      | J League (3e journées)                     | Stade Nissan, Yokohama               | YM 4 - 0 KF |                                                                     | Shunsuke Nakamura 8e · Koji Yamase 12e 40e · Yuzo Kurihara 60e    | 35 870      | Rapport |
| 22 | 11 septembre 2010 | J League (22e journées)                    | Stade Todoroki, Kawasaki             | KF 1 - 3 YM | Juninho 1re                                                         | Koji Yamase 45e · Shingo Hyodo 49e 63e                            | 22 173      | Rapport |
| 23 | 3 juillet 2011    | J League (2e journées)                     | Stade Nissan, Yokohama               | YM 2 - 1 KF | Kosei Shibasaki 22e                                                 | Masashi Oguro 37e · Kazuma Watanabe 70e                           | 29 980      | Rapport |
| 24 | 14 septembre 2011 | Coupe de la Ligue (2e tour) (aller)        | Stade Nissan, Yokohama               | YM 4 - 0 KF |                                                                     | Shingo Hyodo 6e · Kazuma Watanabe 24e · Masashi Oguro 69e 90+1e   | 9 859       | Rapport |
| 25 | 28 septembre 2011 | Coupe de la Ligue (2e tour) (retour)       | Stade Todoroki, Kawasaki             | KF 3 - 2 YM | Yusuke Tasaka 40e · Juninho 86e · Koji Yamase 90+5e                 | Hiroyuki Taniguchi 25e · Masashi Oguro 64e                        | 10 528      | Rapport |
| 26 | 26 novembre 2011  | J League (33e journées)                    | Stade Todoroki, Kawasaki             | KF 3 - 0 YM | Takashi Kanai 49e (csc) · Juninho 77e 84e                           |                                                                   | 19 972      | Rapport |
| 27 | 23 juin 2012      | J League (15e journées)                    | Stade Todoroki, Kawasaki             | KF 0 - 0 YM |                                                                     |                                                                   | 20 590      | Rapport |
| 28 | 18 août 2012      | J League (22e journées)                    | Stade Nissan, Yokohama               | YM 2 - 2 KF | Yusuke Tasaka 62e 85e                                               | Marquinhos 11e 34e                                                | 33 584      | Rapport |
| 29 | 20 mars 2013      | Coupe de la Ligue (Phase de groupe)        | Stade NHK Spring Mitsuzawa, Yokohama | YM 1 - 0 KF |                                                                     | Marquinhos 83e                                                    | 12 132      | Rapport |
| 30 | 13 avril 2013     | J League (6e journées)                     | Stade Nissan, Yokohama               | YM 2 - 1 KF | Yusuke Tasaka 66e                                                   | Seitaro Tomisawa 45e · Jin Hanato 89e                             | 27 204      | Rapport |
| 31 | 7 décembre 2013   | J League (34e journées)                    | Stade Todoroki, Kawasaki             | KF 1 - 0 YM | Renatinho 53e                                                       |                                                                   | 20 151      | Rapport |
| 32 | 18 mai 2014       | J League (14e journées)                    | Stade Todoroki, Kawasaki             | KF 0 - 3 YM |                                                                     | Yuzo Kurihara 43e · Sho Ito 58e · Yūji Nakazawa 88e               | 19 668      | Rapport |
| 33 | 23 août 2014      | J League (21e journées)                    | Stade Nissan, Yokohama               | YM 2 - 0 KF |                                                                     | Rafinha 3e (pen.) · Shingo Hyodo 76e                              | 14 014      | Rapport |
| 34 | 7 mars 2015       | J League (1er journées)                    | Stade Nissan, Yokohama               | YM 1 - 3 KF | Elsinho 3e · Yu Kobayashi 22e · Yoshito Ōkubo 72e                   | Yuzo Kobayashi 16e                                                | 38 123      | Rapport |
| 35 | 27 mai 2015       | Coupe de la Ligue (Phase de groupe)        | Stade Nissan, Yokohama               | YM 1 - 2 KF | Elsinho 38e · Kenyu Sugimoto 84e                                    | Fábio Aguiar 70e                                                  | 8 803       | Rapport |
| 36 | 24 octobre 2015   | J League (32e journées)                    | Stade Todoroki, Kawasaki             | KF 0 - 1 YM |                                                                     | Fábio Aguiar 39e                                                  | 23 701      | Rapport |
| 37 | 23 mars 2016      | Coupe de la Ligue (Phase de groupe)        | Stade Todoroki, Kawasaki             | KF 0 - 0 YM |                                                                     |                                                                   | 15 644      | Rapport |
| 38 | 11 juin 2016      | J League (15e journées)                    | Stade Nissan, Yokohama               | YM 0 - 2 KF | Eduardo Neto 27e · Yoshito Okubo 79e (pen.)                         |                                                                   | 46 413      | Rapport |
| 39 | 25 septembre 2016 | J League (28e journées)                    | Stade Todoroki, Kawasaki             | KF 3 - 2 YM | Kenta Kano 14e · Kōji Miyoshi 84e · Yu Kobayashi 90e                | Kosuke Nakamachi 90e · Sho Ito 90e                                | 25 017      | Rapport |
| 40 | 4 juin 2017       | J League (14e journées)                    | Stade Nissan, Yokohama               | YM 2 - 0 KF |                                                                     | Hugo Vieira 53e · Cayman Togashi 84e                              | 42 483      | Rapport |
| 41 | 9 septembre 2017  | J League (25e journées)                    | Stade Todoroki, Kawasaki             | KF 3 - 0 YM | Ryota Oshima 14e · Yu Kobayashi 57e · Akihiro Ienaga 75e            |                                                                   | 24 715      | Rapport |
| 42 | 8 avril 2018      | J League (6e journées)                     | Stade Nissan, Yokohama               | YM 1 - 1 KF | Akihiro Ienaga 58e                                                  | Yūji Nakazawa 61e                                                 | 37 332      | Rapport |
| 43 | 5 août 2018       | J League (20e journées)                    | Stade Todoroki, Kawasaki             | KF 2 - 0 YM | Yu Kobayashi 34e 71e                                                |                                                                   | 23 033      | Rapport |
| 44 | 10 mars 2019      | J League (3e journées)                     | Stade Nissan, Yokohama               | YM 2 - 2 KF | Leandro Damião 4e 88e                                               | Marcos Júnior 24e · Takahiro Ogihara 90e                          | 36 216      | Rapport |
| 45 | 30 novembre 2019  | J League (33e journées)                    | Stade Todoroki, Kawasaki             | KF 1 - 4 YM | Leandro Damião 74e                                                  | Teruhito Nakagawa 8e · Erik 49e 69e · Keita Endō 89e              | 23 893      | Rapport |
| 46 | 5 septembre 2020  | J League (14e journées)                    | Stade Nissan, Yokohama               | YM 1 - 3 KF | Kaoru Mitoma 33e 50e · Akihiro Ienaga 48e                           | Marcos Júnior 2e                                                  | 4 971       | Rapport |
| 47 | 18 novembre 2020  | J League (30e journées)                    | Stade Todoroki, Kawasaki             | KF 3 - 1 YM | Kaoru Mitoma 53e · Jesiel 90e · Yu Kobayashi 90e                    | Shinnosuke Hatanaka 59e                                           | 11 099      | Rapport |
| 48 | 26 février 2021   | J League (1er journées)                    | Stade Todoroki, Kawasaki             | KF 2 - 0 YM | Akihiro Ienaga 21e 43e                                              |                                                                   | 4 868       | Rapport |
| 49 | 4 décembre 2021   | J League (38e journées)                    | Stade Nissan, Yokohama               | YM 1 - 1 KF | Leandro Damião 67e                                                  | Daizen Maeda 74e                                                  | 30 657      | Rapport |
| 50 | 23 février 2022   | J League (9e journées)                     | Stade Nissan, Yokohama               | YM 4 - 2 KF | Akihiro Ienaga 32e · Kei Chinen 73e                                 | Élber 57e 64e · Teruhito Nakagawa 58e 78e                         | 20 433      | Rapport |
| 51 | 7 août 2022       | J League (24e journées)                    | Stade Todoroki, Kawasaki             | KF 2 - 1 YM | Leandro Damião 25e · Jesiel 90+9e                                   | Teruhito Nakagawa 45+3e                                           | 20 704      | Rapport |
| 52 | 17 février 2023   | J League (1er journées)                    | Stade Todoroki, Kawasaki             | KF 1 - 2 YM | Kento Tachibanada 90+1e                                             | Takuma Nishimura 4e · Élber 38e                                   | 22 563      | Rapport |
| 53 | 15 juillet 2023   | J League (21e journées)                    | Stade Nissan, Yokohama               | YM - KF     |                                                                     |                                                                   |             | Rapport |

## Statistiques

### Bilan
au 17 février 2023
| Compétition       | Matchs | Victoires de Kawasaki | Matchs nuls | Victoires de Yokohama | Buts pour Kawasaki | Buts pour Yokohama |
| ----------------- | ------ | --------------------- | ----------- | --------------------- | ------------------ | ------------------ |
| J.League          | 39     | 17                    | 7           | 15                    | 55                 | 55                 |
| Coupe du Japon    | 2      | 2                     | 0           | 0                     | 5                  | 3                  |
| Coupe de la Ligue | 11     | 5                     | 2           | 4                     | 14                 | 17                 |
| Total             | 52     | 24                    | 9           | 19                    | 74                 | 75                 |

| Stade                      | Matchs | Victoires de Kawasaki | Matchs nuls | Victoires de Yokohama | Buts pour Kawasaki | Buts pour Yokohama |
| -------------------------- | ------ | --------------------- | ----------- | --------------------- | ------------------ | ------------------ |
| Stade Todoroki             | 25     | 15                    | 3           | 7                     | 38                 | 23                 |
| Stade Nissan               | 23     | 8                     | 6           | 9                     | 32                 | 38                 |
| Stade NHK Spring Mitsuzawa | 4      | 1                     | 0           | 3                     | 4                  | 14                 |
| Total                      | 52     | 24                    | 9           | 19                    | 74                 | 75                 |

| Décennie    | Matchs | Victoires de Kawasaki | Matchs nuls | Victoires de Yokohama | Buts pour Kawasaki | Buts pour Yokohama |
| ----------- | ------ | --------------------- | ----------- | --------------------- | ------------------ | ------------------ |
| Années 2000 | 20     | 11                    | 3           | 6                     | 31                 | 26                 |
| Années 2010 | 25     | 9                     | 5           | 11                    | 29                 | 39                 |
| Années 2020 | 7      | 4                     | 1           | 2                     | 14                 | 10                 |
| Total       | 52     | 24                    | 9           | 19                    | 74                 | 75                 |

### Records
- Série d'invincibilité
  - À Kawasaki
    - Stade Todoroki : 4 matchs pour Kawasaki Frontale (2007 - 2009 et 2011 - 2013)

  - À Yokohama
    - Stade Nissan : 6 matchs pour le Yokohama F. Marinos (2010 - 2014)

- Plus grande affluence :
  - À Kawasaki
    - Stade Todoroki : 25 017 spectateurs en J.League le 25 septembre 2016 (3 - 2)

  - À Yokohama
    - Stade Nissan : 46 413 spectateurs en J.League le 11 juin 2016 (0 - 2)
- Plus large victoire :
  - de Kawasaki Frontale
    - Victoire 3 - 0 le 26 novembre 2011 et le 9 septembre 2017.

  - du Yokohama F. Marinos
    - Victoire 4 - 0 le 20 mars 2010 et le 14 septembre 2011.

## Palmarès
| Équipe              | Championnats | Coupes nationales | Coupes nationales | Coupes nationales   | Coupes Asiatique    | Coupes Asiatique        | Total |
| Équipe              | J.League     | Coupe du Japon    | Coupe de la Ligue | Supercoupe du Japon | Ligue des champions | Coupe d'Asie des coupes | Total |
| ------------------- | ------------ | ----------------- | ----------------- | ------------------- | ------------------- | ----------------------- | ----- |
| Kawasaki Frontale   | 4            | 1                 | 1                 | 2                   | 0                   | 0                       | 8     |
| Yokohama F. Marinos | 5            | 7                 | 1                 | 1                   | 0                   | 2                       | 16    |
| Total               | 9            | 8                 | 2                 | 3                   | 0                   | 2                       | 24    |